# Хектор Елисондо
Хектор Елисондо (на английски: Héctor Elizondo) (роден на 22 декември 1936 г.) е американски актьор. Участвал е в сериала „Болница Чикаго Хоуп“, както и във филми като „Хубава жена“, „Ченгето от Бевърли Хилс III“, „Булката беглец“, „Дневниците на принцесата“, „Дневниците на принцесата 2: Кралски бъркотии“.